# Metabelba monilipeda
Metabelba monilipeda är en kvalsterart som beskrevs av Bulanova-Zachvatkina 1965. Metabelba monilipeda ingår i släktet Metabelba och familjen Damaeidae. Inga underarter finns listade i Catalogue of Life.